# Tonnay-Charente
Tonnay-Charente là một xã trong tỉnh Charente-Maritime trong vùng Nouvelle-Aquitaine, tây nam nước Pháp. Xã Tonnay-Charente nằm ở khu vực có độ cao từ 1-32 mét trên mực nước biển.